# Micah Altman
Micah Altman (sinh ngày 31 tháng 8 năm 1967) là một nhà khoa học xã hội người Mỹ, người thực hiện nghiên cứu về tin học khoa học xã hội. Từ năm 2012, ông là nhà khoa học nghiên cứu tại Thư viện MIT, đầu tiên là giám đốc Chương trình Khoa học Thông tin (2012-2018) và sau đó là giám đốc nghiên cứu của Trung tâm Nghiên cứu về Học bổng Công bằng và Mở. Altman trước đây làm việc tại Đại học Harvard. Ông được biết đến với công việc tái phân chia, giao tiếp học thuật, riêng tư và khoa học mở. Altman là người đồng sáng lập Dự án Bản đồ công cộng, nơi phát triển DistrictBuilder, một phần mềm nguồn mở.

## Tiểu sử
Altman sinh ngày 31 tháng 8 năm 1967 tại St. Louis, Missouri, Hoa Kỳ. Ông học ngành khoa học máy tính và triết học chính trị tại Đại học Brown, tốt nghiệp năm 1989. Sau đó, ông đến Học viện Công nghệ California, nơi ông học ngành khoa học xã hội dưới thời Morgan Kousser và nhận bằng tiến sĩ. vào năm 1998. Ông làm nghiên cứu sinh sau tiến sĩ trong nhóm nghiên cứu Gary King tại Đại học Harvard.
Từ 1998 đến 2012 Altman giữ một số vị trí nghiên cứu tại Đại học Harvard, bao gồm Nhà khoa học nghiên cứu cao cấp tại Viện Khoa học xã hội định lượng, Giám đốc lưu trữ cho Lưu trữ nghiên cứu Murray và Phó giám đốc của Trung tâm dữ liệu Harvard-MIT. Năm 1998, Altman đã được trao "Giải thưởng Leon Weaver" từ Hiệp hội Khoa học Chính trị Hoa Kỳ. Năm 2004, cùng với Jeff Gill và Michael P. McDonald, ông là đồng tác giả các vấn đề số trong tính toán thống kê cho nhà khoa học xã hội, một cuốn sách trong lĩnh vực thống kê tính toán có nhiều lần tái bản.
Vào tháng 1 năm 2011, Altman và McDonald đã trình bày Dự án lập bản đồ công cộng của họ, công ty đã phát triển DistrictBuilder, một ứng dụng tái phân phối phần mềm nguồn mở được thiết kế để cung cấp các công cụ lập bản đồ trực tuyến. Điều này đã được trao giải Đổi mới chính sách tốt nhất từ Politico (2011), Giải thưởng Phần mềm vì lợi ích công cộng của Antonio Pizzigati từ Tides (2013) và Huy chương Dân chủ Brown từ Đại học bang Pennsylvania (2018).
Vào tháng 3 năm 2012, Altman được bổ nhiệm làm Giám đốc Nghiên cứu tại Viện Thư viện Công nghệ Massachusetts và Nhà khoa học trưởng của Chương trình Khoa học Thông tin, và là thành viên cao cấp không thường trú tại Viện Brookings ở Washington, DC. Cũng trong năm 2012, ông đã nhận được "Giải thưởng phần mềm nghiên cứu tốt nhất" từ Hiệp hội khoa học chính trị Hoa Kỳ.

## Công trình nghiên cứu

### Bầu cử khu vực và phân chia lại
Những đóng góp của Altman cho việc bầu cử và phân chia lại khu vực bầu cử vừa mang tính lý thuyết vừa mang tính thực thi. Ông xác định rằng độ phức tạp tính toán của bài toán phân vùng là NP-hard và do đó việc phân chia lại tối ưu có khả năng không thể khắc phục được.
Ý nghĩa không mong muốn của kết quả này là việc phân phối lại không thể hoàn toàn tự động trong thực tế và lựa chọn các ràng buộc và lựa chọn thủ công của kế hoạch "tối ưu" từ một nhóm các kế hoạch được tạo tự động, giới thiệu lại các quyết định sai lệch về chính trị vào quy trình phân phối lại (điều mà việc sử dụng các chương trình máy tính "khách quan" hy vọng sẽ tránh được), đồng thời có khả năng hợp pháp hóa sự vui vẻ bí mật đó cho công chúng ít hiểu biết.
Hơn nữa, các mô phỏng tính toán mà ông thực hiện cũng cho thấy rằng ngay cả những hạn chế được coi là không ưu tiên về mặt chính trị, chẳng hạn như tính gọn nhẹ của quận, không nhất thiết là không ưu tiên vì các yêu cầu về tính gọn nhẹ có tác động khác nhau đối với các nhóm chính trị nếu các nhóm được phân phối theo những cách khác nhau về mặt địa lý. Kết quả này được các thẩm phán Tòa án tối cao tham chiếu trong vụ án Vieth v. Jubelirer.
Altman và các đồng nghiệp của mình sau đó đã tạo ra phần mềm DistrictBuilder (kế thừa của gói BARD), hệ thống nguồn mở đầu tiên cho phép công chúng tham gia phân phối lại trực tiếp thông qua việc tạo ra các kế hoạch tái phân chia hợp pháp. Nỗ lực này đã được trao tặng huân chương Dân chủ Brown và giải thưởng Pizzigati (xem giải thưởng và công nhận), sau khi được công chúng sử dụng để tạo ra hàng ngàn kế hoạch phân khu hợp pháp - làm tăng mức độ tham gia của công chúng trước đây trong việc tái phân bổ.
Nghiên cứu của Altman về quản lý và nhân rộng dữ liệu bắt đầu với sự hợp tác của các thư viện Harvard và Trung tâm dữ liệu Harvard-MIT (hiện là một phần của Viện Khoa học xã hội định lượng). Công việc này bao gồm phát triển một kho lưu trữ thể chế nguồn mở cho dữ liệu, được đặt tên là Trung tâm dữ liệu ảo, được đồng lãnh đạo với Sidney Verba và Gary King. Sự kế thừa cho trung tâm dữ liệu ảo, các mạng Dataverse, vẫn được sử dụng rộng rãi để bảo quản dữ liệu và sao chép khoa học.
Altman là đồng tác giả các vấn đề số trong tính toán thống kê cho nhà khoa học xã hội với Jefferson Gill và Michael P. McDonald năm 2004, chứng minh rằng độ tái lập của các phân tích thống kê được sử dụng trong khoa học xã hội bị đe dọa bởi các lỗi và hạn chế trong tính toán và phần mềm thống kê được sử dụng để ước tính chúng. Dựa trên phân tích này, Altman, McDonald và Gill đã phát triển các phương pháp để phát hiện các vấn đề trong các mô hình thống kê khoa học xã hội và cung cấp các ước tính đáng tin cậy và có thể nhân rộng hơn.
Nghiên cứu của Altman tập trung vào bảo tồn, nhân rộng khoa học và truyền thông học thuật. Nó bao gồm việc xây dựng các tiêu chuẩn cho trích dẫn dữ liệu; việc tạo ra các phương pháp vân tay ngữ nghĩa để xác minh dữ liệu để tái sử dụng khoa học và lưu trữ lâu dài; phân tích phương pháp kỹ thuật và thể chế để bảo tồn lâu dài; việc tạo ra các tiêu chuẩn phân loại để ghi nhận tác giả (làm việc với Amy Brand và người khác); và đặc trưng của các vấn đề thách thức lớn trong truyền thông học thuật.  
| Năm       | Sự công nhận                                                    | Loại nhận dạng | Cơ quan trao giải                      |
| --------- | --------------------------------------------------------------- | -------------- | -------------------------------------- |
| 1998      | Giải thưởng Leon Weaver                                         | Giải thưởng    | Hiệp hội khoa học chính trị Hoa Kỳ     |
| 1999      | Giải thưởng luận văn tốt nhất                                   | Giải thưởng    | Hiệp hội khoa học chính trị phương Tây |
| 2011      | Đổi mới chính sách tốt nhất                                     | Giải thưởng    | Bộ chính trị                           |
| 2012      | Giải thưởng phần mềm nghiên cứu tốt nhất                        | Giải thưởng    | Hiệp hội khoa học chính trị Hoa Kỳ     |
| 2012      | Giải thưởng đổi mới dữ liệu cho tác động xã hội                 | Giải thưởng    | Hội nghị O'Reilly Strata               |
| 2013      | Giải thưởng Antonio Pizzigati cho phần mềm vì lợi ích công cộng | Giải thưởng    | Thủy triều                             |
| 2010-2016 | Thành viên cao cấp không thường trú                             | Học bổng       | Viện Brookings                         |
| 2018      | Huy chương Dân chủ Brown                                        | Giải thưởng    | Đại học Bang Pennsylvania              |

- Altman, Micah (1998). Districting Principles and Democratic Representation. Pasadena, California, United States: California Institute of Technology. tr. 367.
- Altman, Micah; Gill, Jeff; Mcdonald, Michael (2003). Numerical Issues in Statistical Computing for the Social Scientist. John Wiley & Sons. ISBN 978-0-471-23633-7.  Altman, Micah; Gill, Jeff; Mcdonald, Michael (2003). Numerical Issues in Statistical Computing for the Social Scientist. John Wiley & Sons. ISBN 978-0-471-23633-7.  Altman, Micah; Gill, Jeff; Mcdonald, Michael (2003). Numerical Issues in Statistical Computing for the Social Scientist. John Wiley & Sons. ISBN 978-0-471-23633-7.
- Communicating Science and Engineering Data in the Information Age. National Academies Press. 2012. ISBN 978-0-309-22209-9.  Communicating Science and Engineering Data in the Information Age. National Academies Press. 2012. ISBN 978-0-309-22209-9.  Communicating Science and Engineering Data in the Information Age. National Academies Press. 2012. ISBN 978-0-309-22209-9.
- McDonald, Michael P.; Altman, Micah (2018). The Public Mapping Project: How Public Participation Can Revolutionize Redistricting. Cornell University Press. ISBN 978-1-5017-3855-5.  McDonald, Michael P.; Altman, Micah (2018). The Public Mapping Project: How Public Participation Can Revolutionize Redistricting. Cornell University Press. ISBN 978-1-5017-3855-5.  McDonald, Michael P.; Altman, Micah (2018). The Public Mapping Project: How Public Participation Can Revolutionize Redistricting. Cornell University Press. ISBN 978-1-5017-3855-5.
- Altman, Micah (1997). "Is Automation the Answer: The Computational Complexity of Automated Redistricting". Rutgers Computer and Technology Law Journal. Số 23. tr. 81–142.
- Micah Altman (tháng 11 năm 1998). "Modeling the Effect of Mandatory District Compactness on Partisan Gerrymanders". Political Geography. Quyển 17 số 8. tr. 989–1012. doi:10.1016/S0962-6298(98)00015-8.
- Micah Altman; Gary King (tháng 3 năm 2007). "A Proposed Standard for the Scholarly Citation of Quantitative Data". D-Lib Magazine. Quyển 13 số 3/4. tr. 1082–9873. ISSN 1082-9873.
- Liz Allen; Jo Scott; Amy Brand; Marjorie Hlava; Micah Altman (ngày 16 tháng 4 năm 2014). "Publishing: Credit where credit is due". Nature. Số 508. tr. 312–313. doi:10.1038/508312a.
- Altman, M.; Bailey, J.; Cariani, K.; Corridan, J.; Crabtree, J.; Gallinger, M.; Goethals, A.; Grotke, A.; Hartman, C. (2015). "2015 National agenda for digital stewardship" (PDF). National Digital Stewardship Alliance. Bản gốc (PDF) lưu trữ ngày 15 tháng 10 năm 2019. Truy cập ngày 15 tháng 10 năm 2019.
- Micah Altman; Alexandra Wood; David R. O'Brien; Salil Vadhan; Urs Gasser (2016). "Towards a Modern Approach to Privacy-Aware Government Data Releases". Berkeley Technology Law Journal. Quyển 30 số 3. tr. 1967–2072. doi:10.15779/Z38FG17. Bản gốc lưu trữ ngày 3 tháng 12 năm 2019. Truy cập ngày 3 tháng 12 năm 2019.
- Altman, M.; Bourg, C.; Cohen, P.; Choudhury, GS; Henry, C.; Kriegsman, S.; Minow, M.; Selematsela, D.; Sengupta, A. (ngày 17 tháng 12 năm 2018). "A Grand Challenges-Based Research Agenda for Scholarly Communication and Information Science". MIT Grand Challenges Summit. doi:10.21428/62b3421f. Bản gốc lưu trữ ngày 5 tháng 5 năm 2019. Truy cập ngày 15 tháng 10 năm 2019 – qua PubPub.

1. 1 2  Denny, Heather (ngày 24 tháng 1 năm 2012). "Altman joins MIT Libraries as Director of Research". MIT Libraries. Bản gốc lưu trữ ngày 3 tháng 10 năm 2018. Truy cập ngày 14 tháng 9 năm 2019.
2. ↑  Altman, Micah. "Director of research". MIT. Bản gốc lưu trữ ngày 22 tháng 4 năm 2015.
3. 1 2  "Information Technology and Politics Section Award Recipients". American Political Science Association. Bản gốc lưu trữ ngày 9 tháng 11 năm 2018. Truy cập ngày 10 tháng 8 năm 2019.
4. ↑  Altman, Micah; Andreev, Leonid; Diggory, Mark; King, Gary; Kiskis, Daniel L.; Kolster, Elizabeth; Krot, Michael; Verba, Sidney (2001). "An Overview of the Virtual Data Center Project and Software". First Joint Conference on Digital Libraries.
5. ↑  Kreuter, Frauke (tháng 4 năm 2005). "Numerical Issues in Statistical Computing for the Social Scientist". Journal of Statistical Software. Quyển 12. doi:10.18637/jss.v012.b05.{{Chú thích tạp chí}}:  Quản lý CS1: DOI truy cập mở nhưng không được đánh ký hiệu (liên kết)
6. ↑  Gill, Jeff (2014). Bayesian Methods: A Social and Behavioral Sciences Approach . CRC Press. tr. 321. ISBN 978-1-4398-6249-0 – qua Google Books.
7. ↑  Micah Altman; và đồng nghiệp (tháng 1 năm 2004). Recommendations for Replication and Accurate Analysis, Numerical Issues in Statistical Computing for the Social Scientist. Wiley Series in Probability and Statistics. John Wiley & Sons. tr. 253–266. doi:10.1002/0471475769.ch11. ISBN 9780471236337.
8. ↑  Altman, Micah; King, Gary (March–April 2007). "A Proposed Standard for the Scholarly Citation of Quantitative Data". D-Lib Magazine. Quyển 13 số 3–4. SSRN 1081955.
9. ↑  Altman, Micah (2008). "A Fingerprint Method for Scientific Data Verification" (PDF). Trong Sobh, Tarek (biên tập). Advances in Computer and Information Sciences and Engineering. Springer. tr. 311–316. doi:10.1007/978-1-4020-8741-7_57. ISBN 9781402087417.[liên kết hỏng]
10. ↑  Altman, M.; Bourg, C.; Cohen, P.; Choudhury, GS; Henry, C.; Kriegsman, S.; Minow, M.; Selematsela, D.; Sengupta, A. (ngày 17 tháng 12 năm 2018). "A Grand Challenges-Based Research Agenda for Scholarly Communication and Information Science". MIT Grand Challenges Summit. doi:10.21428/62b3421f. Bản gốc lưu trữ ngày 5 tháng 5 năm 2019. Truy cập ngày 15 tháng 10 năm 2019 – qua PubPub.
11. ↑  Liz Allen; Jo Scott; Amy Brand; Marjorie Hlava; Micah Altman (ngày 16 tháng 4 năm 2014). "Publishing: Credit where credit is due". Nature. Số 508. tr. 312–313. doi:10.1038/508312a.
12. ↑  "Organized Section 8: Leon Weaver Award". American Political Science Association. Bản gốc lưu trữ ngày 20 tháng 9 năm 2015. Truy cập ngày 10 tháng 8 năm 2019.
13. ↑  "Western Political Science Association Business Meeting Minutes" (PDF). Western Political Science Association. ngày 26 tháng 3 năm 1999. Bản gốc (PDF) lưu trữ ngày 14 tháng 9 năm 2019. Truy cập ngày 14 tháng 9 năm 2019.
14. ↑  "Best policy innovations of 2011". Politico. ngày 12 tháng 6 năm 2011. Bản gốc lưu trữ ngày 9 tháng 11 năm 2018. Truy cập ngày 10 tháng 8 năm 2019.
15. ↑  Denny, Heather (ngày 12 tháng 4 năm 2013). "Micah Altman wins Pizzigati Prize". Massachusetts Institute of Technology Libraries. Bản gốc lưu trữ ngày 11 tháng 6 năm 2019. Truy cập ngày 10 tháng 8 năm 2019.
16. ↑  "Tides Awards 2013 Pizzigati Prize to Fair Elections Pioneer Micah Altman". Tides. ngày 6 tháng 3 năm 2013. Bản gốc lưu trữ ngày 10 tháng 8 năm 2019. Truy cập ngày 10 tháng 8 năm 2019.
17. ↑  "Micah Altman". Brookings Institution. 2019. Bản gốc lưu trữ ngày 11 tháng 8 năm 2019. Truy cập ngày 11 tháng 8 năm 2019.
18. ↑  "Public Mapping Project wins 2018 Brown Democracy Medal". Pennsylvania State University. ngày 16 tháng 4 năm 2018. Bản gốc lưu trữ ngày 4 tháng 8 năm 2019. Truy cập ngày 10 tháng 8 năm 2019.